# Mouhamadou Fall
Mouhamadou Fall (* 25. Februar 1992 in Beaumont-sur-Oise) ist ein französischer Leichtathlet, der in den Sprintdisziplinen an den Start geht.

## Sportliche Laufbahn
Mouhamadou Fall nahm erstmals 2015 in heimischen Wettkämpfen im Sprint teil. Ein Jahr später verbesserte er sich sowohl über 100 als auch über 200 Meter um nahezu eine halbe Sekunde. 2017 verbesserte er sich über 100 Meter auf 10,27 s und nahm im Juli erstmals an Französischen Meisterschaften teil, bei denen er den siebten Platz belegte. 2018 konnte er seine Bestleistung erneut steigern. Diesmal gewann er die Bronzemedaille bei den nationalen Meisterschaften. Im August nahm er mit der Sprintstaffel an den Europameisterschaften in Berlin teil. Mit ihr gelang ihm der Einzug in das Finale, in der das Quartett mit Platz vier die Medaillenränge knapp verpasste. Im Mai 2019 trat Fall mit der Staffel auch bei den IAAF World Relays in Yokohama an, bei denen die vier Athleten den fünften Platz im Finale belegten. Ein paar Monate später stellte er im Juli kurz hintereinander bei den Französischen Meisterschaften neue Bestleistungen von 10,12 s, bzw. 20,34 s über 100 und 200 Meter auf. Über 200 Meter gelang es ihm dabei erstmals den Französischen Meistertitel zu erringen. Über diese Distanz trat er Ende September dann auch bei den Weltmeisterschaften in Doha an, schied da allerdings bereits im Vorlauf aus. Einige Tage später erreichte er mit der Staffel zwar das Finale, in dem sie dann das Ziel allerdings nicht erreichte. 2020 gewann Fall zum zweiten Mai bei den Französischen Meisterschaften, diesmal über 100 Meter.
2021 siegte er dann bei den Französischen Hallenmeisterschaften in 6,64 s über 60 Meter. Anfang März trat er bei den Halleneuropameisterschaften im polnischen Toruń und konnte in das Halbfinale einziehen, in dem er knapp, als Dritter seines Laufes, am Einzug in das Finale scheiterte. Mit der Sprintstaffel qualifizierte er sich für die Olympischen Sommerspiele in Tokio, bei denen er Anfang August an den Start ging. Dem Quartett gelang mit 38,18 s zwar eine Saisonbestleistung, allerdings reichte der elfte Platz nicht zum Einzug in das Finale. 2022 nahm er in den USA an seinen zweiten Weltmeisterschaften teil. Im Vorlauf über 200 Meter kam er nicht über eine Zeit von 20,83 s hinaus, womit er als Fünfter seines Laufes vorzeitig ausschied. Einen Monat später startete er bei den Europameisterschaften in München. Über 100 Meter konnte er in das Finale einziehen, in dem er den fünften Platz belegte. Anschließend trat er auch über 200 Meter an, verpasste allerdings als Sechster seines Laufes den Einzug in das Finale. 2023 trat Fall im August über 100 Meter bei den Weltmeisterschaften in Budapest an. Als Vierter seines Vorlaufes verpasste er dabei den Einzug in das Halbfinale.
Im Juli 2023 wurde Fall bei einem Dopingtest positiv auf ein Stimulans getestet und anschließend für neun Monate gesperrt.

## Wichtige Wettbewerbe
| Jahr                   | Veranstaltung               | Ort                    | Platz                  | Disziplin              | Zeit                   |
| Startet für Frankreich | Startet für Frankreich      | Startet für Frankreich | Startet für Frankreich | Startet für Frankreich | Startet für Frankreich |
| ---------------------- | --------------------------- | ---------------------- | ---------------------- | ---------------------- | ---------------------- |
| 2018                   | Europameisterschaften       | Berlin                 | 4.                     | 4 × 100 m              | 38,51 s                |
| 2019                   | IAAF World Relays           | Yokohama               | 5.                     | 4 × 100 m              | 38,31 s                |
| 2019                   | Weltmeisterschaften         | Doha                   | 32.                    | 200 m                  | 20,63 s                |
| 2019                   | Weltmeisterschaften         | Doha                   | 7.                     | 4 × 100 m              | 37,88 s (Vorlauf)      |
| 2021                   | Halleneuropameisterschaften | Toruń                  | 7.                     | 60 m                   | 6,64 s                 |
| 2021                   | Olympische Sommerspiele     | Tokio                  | 11.                    | 4 × 100 m              | 38,18 s                |
| 2022                   | Weltmeisterschaften         | Eugene                 | 40.                    | 200 m                  | 20,83 s                |
| 2022                   | Europameisterschaften       | München                | 5.                     | 100 m                  | 10,17 s                |
| 2022                   | Europameisterschaften       | München                | 19.                    | 200 m                  | 20,83 s                |
| 2023                   | Weltmeisterschaften         | Budapest               | 29.                    | 100 m                  | 10,19 s                |

## Persönliche Bestleistungen
Freiluft
- 100 m: 10,04 s, 18. September 2021, Nairobi
- 200 m: 20,24 s, 29. April 2023, Tucson

Halle
- 60 m: 6,60 s, 24. Februar 2021, Madrid
- 200 m: 20,72 s, 21. Januar 2023, Albuquerque